# Dioscorea weberbaueri
Dioscorea weberbaueri är en enhjärtbladig växtart som beskrevs av Reinhard Gustav Paul Knuth. Dioscorea weberbaueri ingår i släktet Dioscorea och familjen Dioscoreaceae. Inga underarter finns listade i Catalogue of Life.